# Tamorti
I Tamorti sono un gruppo rock pop demenziale, formatosi a Spinea nel 1989 e che ha vinto il Festival di Sanscemo nel 2004 con il brano "Il bruco".

## Storia
- 1989 - Il gruppo , formato tutto da membri che vengono dal quartiere Fornase, nasce spontaneamente a Spinea, vicino a Venezia, dove si trova a suonare, storpiare e creare canzoni con intenti puramente ludici.
- 1999 - Prima esibizione live a Bibione. Il gruppo assume il nome Tamorti che ne rivela le origini veneziane. Inizia una sequenza di spettacoli in pub, teatri e televisioni: con le Bronse Querte a TeleNordEst, poi a Televeneto, DiRadio, La9, Televenezia, Odeon TV, Radio Gamma 5, RadioMonteCarlo, Radio Deejay e numerosi passaggi su All Music, nella trasmissione trash "Music Zoo".
- 2004 - A Genova i Tamorti vincono il Festival di Sanscemo, rassegna di riferimento nazionale per la musica demenziale, con il loro successo Il bruco.

## Formazione attuale
- Paolo "Freccia" Furlan - voce, tastiere, percussioni e altri rumori molesti
- Michele "Kingo" Castellaro - voce e (poco) tamburello
- Valerio "Paco" Pulese - voce e chitarra

## Discografia

### Album
- 1990 - Skifo
- 1996 - Made in Fornase
- 1998 - Corazon de Fornase
- 2000 - I Tamorti dal vivo
- 2002 - T e tutti i Tamorti
- 2013 - Album

### Singoli ed EP
- 2005 - Il Bruco

### Partecipazioni a compilation
- 2002 - Sanscemo 2002
- 2003 - Music Zoo Compilation
- 2004 - Sanscemo 2004